# Schaal Sels 1999
La Schaal Sels 1999, settantaduesima edizione della corsa, si svolse il 31 agosto 1999 su un percorso di 195 km, con partenza e arrivo a Merksem. Fu vinta dallo statunitense Fred Rodriguez della Mapei-Quick Step davanti al belga Christophe Detilloux e al belga Marc Streel.

## Ordine d'arrivo (Top 10)
| Pos. | Corridore            | Squadra                     | Tempo    |
| ---- | -------------------- | --------------------------- | -------- |
| 1    | Fred Rodriguez       | Mapei-Quick Step            | 4h10'00" |
| 2    | Christophe Detilloux | Lotto-Mobistar              | a 2"     |
| 3    | Marc Streel          | Team Home-Jack & Jones      | a 3"     |
| 4    | Soren Petersen       | Acceptcard Pro Cycling      | a 8"     |
| 5    | Hans de Clercq       | Palmans-Ideal               | s.t.     |
| 6    | Pieter Vries         | TVM-Farm Frites             | s.t.     |
| 7    | Kees Hopmans         | Tonissteiner-Colnago        | a 13"    |
| 8    | Karel Vereecke       | Vlaanderen 2002-Eddy Merckx | s.t.     |
| 9    | Aart Vierhouten      | Rabobank                    | s.t.     |
| 10   | Mike Weissmann       | Team Nurnberger             | s.t.     |